# Копетон рудохвостий
Копето́н рудохвостий (Myiarchus validus) — вид горобцеподібних птахів родини тиранових (Tyrannidae). Ендемік Ямайки.

## Поширення і екологія
Рудохвості копетони поширені на всій території Ямайки. Вони живуть в гірських і рівнинних тропічних лісах, в чагарникових заростях на висоті до 2000 м над рівнем моря.